# Cheat Lake (Virginia Occidental)
Cheat Lake es un lugar designado por el censo ubicado en el condado de Monongalia en el estado estadounidense de Virginia Occidental. En el Censo de 2010 tenía una población de 7988 habitantes y una densidad poblacional de 194,82 personas por km².

## Geografía
Cheat Lake se encuentra ubicado en las coordenadas 39°39′49″N 79°50′53″O / 39.66361, -79.84806. Según la Oficina del Censo de los Estados Unidos, Cheat Lake tiene una superficie total de 41 km², de la cual 37.06 km² corresponden a tierra firme y (9.61%) 3.94 km² es agua.

## Demografía
Según el censo de 2010, había 7988 personas residiendo en Cheat Lake. La densidad de población era de 194,82 hab./km². De los 7988 habitantes, Cheat Lake estaba compuesto por el 94.72% blancos, el 1.6% eran afroamericanos, el 0.09% eran amerindios, el 2.43% eran asiáticos, el 0.06% eran isleños del Pacífico, el 0.26% eran de otras razas y el 0.84% pertenecían a dos o más razas. Del total de la población el 1.59% eran hispanos o latinos de cualquier raza.